# Ian O’Brien
Ian Lovett O’Brien (* 3. März 1947 in Wellington, New South Wales) ist ein ehemaliger australischer Schwimmer.
Bei den Olympischen Spielen 1964 in Tokio wurde er Olympiasieger über 200 m Brust und stellte zugleich mit 2:27,8 Minuten einen neuen Weltrekord auf. Außerdem gewann er mit der 4 × 100-m-Lagenstaffel der Australier die Bronzemedaille.
Vier Jahre später schied er im Vorlauf über 200 m Brust aus und beendete daraufhin seine Laufbahn. Im Jahr 1985 wurde er in die Ruhmeshalle des internationalen Schwimmsports aufgenommen.